# Mira B
Mira B is een witte dwerg in de dubbelster Mira samen met Mira A. Ze staat in het sterrenbeeld Walvis op 298,95 lichtjaar van de zon.
Mira B bezit een stofschijf.